# The Grace (nhóm nhạc)
The Grace (tiếng Hàn: 천상지희 더 그레이스; Tiếng Trung: 天上智喜 The Grace, Tiếng Nhật: 天上智喜, Hán Việt: Thiên Thượng Trí Hỷ) là ban nhạc nữ của Hàn Quốc thành lập bởi công ty SM Entertainment vào năm 2005. Nhóm bao gồm 4 thành viên Stephanie, Lina, Sunday và Dana (trưởng nhóm) với các vai trò khác nhau: hát, vũ đạo và diễn xuất. Năm 2011, họ tách thành nhóm song ca The Grace - Dana and Sunday. FC chính thức mang tên Shapley đặt theo tên của chòm sao lớn nhất trong dải ngân hà sở hữu 4 vì sao sáng nhất có thể thấy được từ Trái Đất tương ứng với 4 cô gái của nhóm.

## Tên nhóm
The Grace được biết đến với nghệ danh TSZX khi quảng bá album thứ ba của mình vào cuối năm 2006, khi đó nhóm được thêm THE GRACE vào sau tên của mình. TSZX là viết tắt của tên nhóm trong phiên âm tiếng Hán (Tian Shang Zhi Xi), cũng được gọi là CSJH phiên âm tiếng Hàn (Cheon Sang Ji Hee). Cheon Sang Ji Hee cũng còn được dùng để nhắc đến nhóm dù đã được đổi thành CSJH The Grace. Ở Nhật Bản nhóm còn được biết tới với nghệ danh Tenjochiki (TJCK). Hiện tại tên nhóm được rút gọn lại thành "The Grace".
Các thành viên trong nhóm bao gồm: Dana, Sunday, Stephanie, Lina. Mỗi thành viên đều có nghệ danh khác nhau.
- Heeyeol Dana, Xi Yue Dana, Happiness Of Heaven, Heavenly Happiness. Sở dĩ Dana được đặt với các nghệ danh này vì cô xuất thân trong một gia đình khá giả nên fan thường gọi cô là "Hạnh phúc của thiên đường" vì cô có thể mang lại niềm hạnh phúc cho mọi người. Nghệ danh của cô chính là chữ Hee trong CSJH và X trong TSZX.
- Zhi Sheng Sunday, Jisung Sunday, Soft Voice Of Heaven, Heavenly Soft Voice. Sunday có một giọng hát nhẹ nhàng nhưng đôi khi có thể chuyển thành những tông giọng khác của các thành viên trong nhóm nên fan gọi cô là Zhi Sheng (dĩ thanh) hay "giọng hát giọt ngào của thiên đường". Nghệ danh của cô chính là chữ Ji trong CSJH và Z trong TSZX.
- Tian Wu Stephanie, Cheonmu Stephanie, Dance Of Heaven, Heavenly Dancer. Stephanie được gọi là "Thiên Vũ" (tian wu) hay "Vũ đạo của thiên đường" (Dance Of Heaven) vì cô là vũ công chính của nhóm với những bước nhảy điêu luyện và được tập luyện bài bản trước khi ra mắt với CSJH The Grace. So với các thành viên khác cô là người có giọng hát rất khỏe. Nghệ danh của cô chính là chữ Cheon trong CSJH và T trong TSZX.
- Shang Mei Lina, Sang Mi Lina, Beauty Of Heaven, Heavenly Beauty. "Thượng mỹ" Lina được cho là người xinh đẹp nhất trong nhóm nên cô luôn có mặt trong các show thời trang hoặc các bộ phim. Cô từng là thành viên của nhóm nhạc cùng công ty ra mắt năm 2002 mang tên Isak N Jiyeon. Nghệ danh của cô chính là chữ Sang trong CSJH và S trong TSZX.

Hiện tại có lẽ nhóm chỉ còn 2 thành viên (dù thông tin chưa chính thức về việc Stephanie và Lina rời nhóm).

## Lịch sử của nhóm

### Ra mắt
Màn biểu diễn ra mắt đầu tiên của The Grace là vào ngày 29 tháng 4 năm 2005 tại Trung Quốc. Họ biểu diễn ca khúc mới của mình mang tên Too Good và Boomerang, và chương trình này được phát sóng vào tuần sau đó trên kênh CCTV. Boomerang cũng được hát bằng tiếng Trung. Hai ngày sau đó, CSJH The Grace ra mắt với ca khúc Too Good tại Hàn Quốc trên chương trình Inkigayo của đài SBS.
"Too Good" chính là đĩa đơn đầu tay của CSJH The Grace. Họ quảng bá cho đĩa đơn này trong vài tháng trước khi chuyển sang quảng bá cho Boomerang.
Sau khi quảng bá đĩa đơn đầu tay tại Hàn Quốc sau gần 7 tháng, họ tiếp tục quảng bá đĩa đơn tại Trung Quốc. Họ tung album chính thức vào tháng 3 năm 2006, dựa vào các cửa hàng âm nhạc trực tuyến, phiên bản tiếng Trung của đĩa đơn này có thêm 3 ca khúc khác: phiên bản tiếng Trung của 2 ca khúc Too Good và Boomerang và ca khúc trước khi nhóm ra mắt Fight to the end (trình bày bởi Dana). Sau khi kết thúc đợt quảng bá, họ tiếp tục tiến sang Nhật Bản.

### Các đĩa đơn tiếng Nhật
Đĩa đơn tiếng Nhật đầu tay Boomerang đã ra mắt ngày 25 tháng 1 năm 2006. Boomerang được thu âm lại để tung ra với lời tiếng Nhật và một bản không lời kèm theo. Đía đơn này còn có một B-side mang tên Do you know? được thể hiện bởi Sunday. Single Boomerang đã đứng vị trí 110 trong top 200 đĩa đơn đứng đầu tại Nhật.
The Club ra mắt 8 tháng 3 với 1 ca khúc solo B-side mang tên What U Want do Stephanie thể hiện. The Club đạt vị trí 131 trên bảng xếp hạng Oricon của Nhật Bản. Đĩa đơn này cũng được quảng bá tại Hàn Quốc. Sau các hoạt động quảng bá nhanh chóng tại Hàn Quốc, CSJH lại quay lại Nhật Bản để tung ra đĩa đơn thứ 3 mang tên Sweet Flower được dùng làm nhạc chủ đề cho chương trình TBS Radio & Communications của Count Down TV và tháng 4 đó. Sweet Flower xếp thứ 151 trên bảng xếp hạng Oricon. Đĩa đơn này cũng được tung ra ở Hàn Quốc nhưng vẫn là phiên bản Nhật.
Giữa đĩa đơn thứ 3 và thứ 4, một số phiên bản khác cho các nước châu Á khác cũng được tung ra. Single tiếng Nhật Boomerang tung ra tại Trung Quốc vào 19 tháng 6 bởi Avex Trax cùng với nhà hợp tác CRSC. Avex Trung Quốc có liệt kê đĩa đơn này trên website của mình nhưng CRSC thì không. Ở Đài Loan và Hồng Kông, một bản với của single tiếng Hàn The Club cũng được phát hành, bao gồm một phiên bản tiếng Đài của The Club cộng với một DVD MV The Club tiếng Hàn.
Tuy một số đĩa đơn đầu tay có doanh số bán ra thấp thì một đĩa đơn khác đã được lên lịch phát hành. Juicy LOVE trái ngược hoàn toàn với các single trước đó của Tenjōchiki, đĩa đơn này có sức ảnh hưởng lớn phù hợp với ngày ra mắt vào mùa hè đó. Ca sĩ người Nhật Corn Head cũng tham gia trong ca khúc này. Lần này, B-side là Sayonara no Mukō ni được sáng tác và thể hiện bởi Dana. Giống như các đĩa đơn trước, juicy LOVE cũng được tung ra tại Hàn với phiên bản tiếng Nhật.

### Trở lại Hàn Quốc
SM thay đổi tên gọi từ CSJH thành CSJH The Grace (về sau tên chính thức là "The Grace").
Đĩa đơn "My Everything" ra mắt ngày 3 tháng 11 năm 2006. Ca khúc chủ đề được chọn là tên đĩa đơn, một ca khúc ballad không giống như những single trước đó. Theo Hiệp hội phát hành, ca khúc phù hợp với mùa đông, có giọng hát điêu luyện và tình cảm. Các ca khúc khác trong single gồm có phiên bản acappella Faith của George Michael được biểu diễn trong suốt đợt quảng bá cho single thứ nhất, và các ca khúc mới như "The Final Sentence" và "IRIS". Tuy nhiên sự thay đổi này cũng không thể thay đổi nhiều về doanh số bán ra; đĩa đơn chỉ đạt vị trí số 30 trong bảng xếp hạng của hiệp hội âm nhạc Hàn Quốc.

### 2009

#### Album tiếng Nhật thứ hai
Album mang tên Dear ra mắt vào ngày 7 tháng 1 năm 2009 sau khi đĩa đơn thứ 6 Stand Up People và thứ 7 Here được phát hành. Album chiếm vị trí số 14 trên bảng xếp hạng Oricon.

#### Nhạc phim Dance, Subaru
The Grace thể hiện hai ca khúc cho bộ phim Nhật Bản Dance, Subaru mang tên "少しでいいから" (Sukoshi De Ii Kara / A Bit of Good) and "Coming To You" đều rất thành công. "少しでいいから" (Sukoshi De Ii Kara / A Bit of Good) là một ca khúc nằm trong album tiếng Nhật thứ hai của Tenjochiki "Dear...". Bộ phim cũng có sự tham gia của thành viên Stephanie với vai giáo viên dạy ballet.

### 2011
Vào ngày 27 tháng 1, SM Entertainment công bố rằng CSJH sẽ quay lại vào tháng tư, không có Stephanie (vì lịch diễn ballet) và Lina (diễn xuất). Vào tháng 7, không có Stephanie và Lina tuy vậy, The Grace - Dana & Sunday ra mắt đĩa đơn kĩ thuật số mang tên "나 좀 봐줘 (One More Chance)" và biểu diễn tại chương trình Music Bank của kênh KBS.

### 2012
Ngày 14 tháng 8, SM Entertainment cùng với Media Line Entertainment thông báo rằng Stephanie sẽ phát hành album solo đầu tay vào mùa thu sắp tới. Lịch ra mắt solo và phát hành album của cô được dự tính sẽ rơi vào hai tuần đầu của tháng 9. Một đại diện của Media Line nói rằng, " Stephanie gần đây đang luyện tập vũ đạo và ghi âm bài hát. Khả năng ca khúc này của Stephanie sẽ thuộc thể loại nhạc dance." Stephanie đã vắng bóng khỏi nền âm nhạc Kpop kể từ khi cô bị đau lưng trong khi đang quảng bá album thứ nhất mang tên Graceful 4 tại Nhật Bản. Đây là lần trờ lại đầu tiên của cô sau 5 năm vắng bóng. Cô thật may mắn khi hoàn toàn bình phục sau chấn thương lưng. Stephanie đầu quân cho Media Line Entertainment trong lĩnh vực solo và cả múa ballet nữa. Album solo này sẽ là sự kết hợp của cả hai công ty SM Entertainment và Media Line Entertainment. Vào ngày 5 tháng 10, Stephanie ra mắt MV đầu tiên GAME nằm trong album solo của cô The New Beginning.

## Nhóm nhỏ:THE GRACE - Dana and Sunday
Ngày 5 tháng 7 năm 2011, SM công bố thành lập nhóm nhỏ mới cho The Grace. Phong cách âm nhạc của nhóm sẽ khác một chút so với The Grace trước đây, vẻ đẹp mới lạ cùng nhạc điệu vui vẻ sẽ cuốn hút hơn. Đây là nhóm nhỏ đầu tiên của The Grace kết thúc 4 năm vắng bóng trên nền nhạc Hàn Quốc. Nhóm bao gồm hai thành viên Dana và Sunday.

## Danh sách đĩa nhạc
| Album phòng thu - 2007: 한번 더, OK? (One More Time, OK?) Đĩa đơn - 2005: Too Good - 2006: The Club - 2006: My Everything | Album phòng thu - 2007: Graceful 4 - 2009: Dear... Singles - 2006: Boomerang - 2006: The Club - 2006: Sweet Flower - 2006: juicy LOVE - 2007: Piranha - 2008: Stand Up People - 2008: Here | Đĩa đơn kĩ thuật số - 2011: One More Chance - 2011: Hooray for Love OST Part.4 (애정만만세) - 2011: With Coffee Project phần 1 (Americano) Đĩa đơn - 2012: The New Beginning |

## Tour diễn
| Tour diễn tại Nhật Bản - 2008: Graceful Party Vol. 1 - 2009: Tenjochiki 1st Live Tour 2009 ~Dear...~ | Tours với các nghệ sĩ SM Entertainment - 2007: 2007 SMTown Summer Concert - 2008: SMTown Live '08 - 2010: SMTown Live '10 World Tour - 2012: SMTown Live World Tour III |